# إدارة كاباناس
إدارة كاباناس (بالإنجليزية: Cabañas Department)‏ هي إدارة في السلفادور، تتبع السلفادور، بلغ عدد سكانها 214٬150 نسمة، في 2006، عاصمتها سنسانتبيكي، تبلغ مساحتها 1٬103٫5 كيلومتر مربع.

## المناخ
يظهر الجدول التالي التغييرات المناخية على مدار السنة لإدارة كاباناس:
| البيانات المناخية لـإدارة كاباناس | البيانات المناخية لـإدارة كاباناس | البيانات المناخية لـإدارة كاباناس | البيانات المناخية لـإدارة كاباناس | البيانات المناخية لـإدارة كاباناس | البيانات المناخية لـإدارة كاباناس | البيانات المناخية لـإدارة كاباناس | البيانات المناخية لـإدارة كاباناس | البيانات المناخية لـإدارة كاباناس | البيانات المناخية لـإدارة كاباناس | البيانات المناخية لـإدارة كاباناس | البيانات المناخية لـإدارة كاباناس | البيانات المناخية لـإدارة كاباناس | البيانات المناخية لـإدارة كاباناس |
| الشهر                             | يناير                             | فبراير                            | مارس                              | أبريل                             | مايو                              | يونيو                             | يوليو                             | أغسطس                             | سبتمبر                            | أكتوبر                            | نوفمبر                            | ديسمبر                            | المعدل السنوي                     |
| --------------------------------- | --------------------------------- | --------------------------------- | --------------------------------- | --------------------------------- | --------------------------------- | --------------------------------- | --------------------------------- | --------------------------------- | --------------------------------- | --------------------------------- | --------------------------------- | --------------------------------- | --------------------------------- |
| متوسط درجة الحرارة الكبرى °م (°ف) | 30.3 (86.5)                       | 30.1 (86.2)                       | 32 (90)                           | 32.2 (90.0)                       | 30.8 (87.4)                       | 29.5 (85.1)                       | 30.1 (86.2)                       | 30 (86)                           | 29 (84)                           | 29.1 (84.4)                       | 29.0 (84.2)                       | 29.5 (85.1)                       | 32.2 (90.0)                       |
| المتوسط اليومي °م (°ف)            | 22.2 (72.0)                       | 22.8 (73.0)                       | 23.8 (74.8)                       | 24.5 (76.1)                       | 24.2 (75.6)                       | 23.3 (73.9)                       | 23.3 (73.9)                       | 23.2 (73.8)                       | 22.8 (73.0)                       | 22.8 (73.0)                       | 22.4 (72.3)                       | 22.0 (71.6)                       | 22 (72)                           |
| متوسط درجة الحرارة الصغرى °م (°ف) | 16.3 (61.3)                       | 16.8 (62.2)                       | 17.7 (63.9)                       | 19 (66)                           | 20.0 (68.0)                       | 19.60 (67.28)                     | 19.10 (66.38)                     | 19.3 (66.7)                       | 19.4 (66.9)                       | 19.00 (66.20)                     | 17.90 (64.22)                     | 16.90 (62.42)                     | 16.90 (62.42)                     |
| المصدر:                           |                                   |                                   |                                   |                                   |                                   |                                   |                                   |                                   |                                   |                                   |                                   |                                   |                                   |